# Calle Colón (Guayaquil)

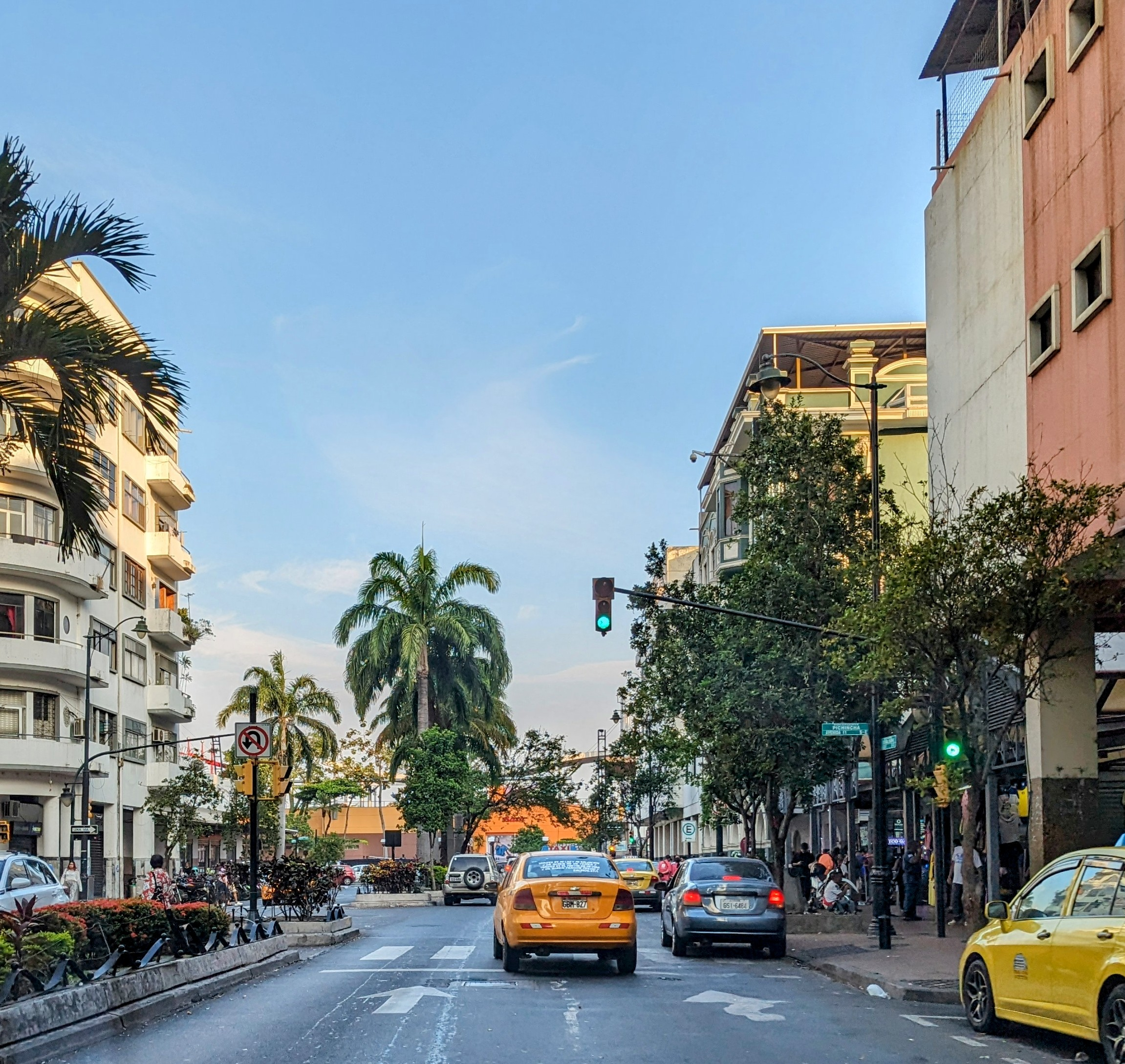
Vista de la calle hasta el Malecón 2000.

La Calle Colón es una vía urbana que recorre en sentido este-oeste el centro de la ciudad ecuatoriana de Guayaquil.

## Historia

Plano de Guayaquil de 1741 que muestra la Ciudad Vieja y la Ciudad Nueva, esta última delimitada hacia el sur por la Calle Colón.

La calle se remonta a la época colonial y solía marcar el límite sur del sector conocido como Ciudad Nueva. En esa época, el estero Mejía o Carrión se ubicaba en el área.
En 2012, seis cuadras de la calle fueron reconstruidas como parte del proceso de regeneración urbana impulsado por la municipalidad de la ciudad en el sector.
Entre los sitios de interés por los que pasa la calle se cuentan la zona comercial La Bahía y el Castillo Ala-Vedra. En la actualidad, en la calle se ubica gran cantidad de negocios de migrantes chinos.